# The Garden of Allah (pel·lícula de 1936)
The Garden of Allah és una pel·lícula d’aventures romàntica dirigida per Richard Boleslawski, la seva darrera pel·lícula, i protagonitzada per Marlene Dietrich, Charles Boyer i Basil Rathbone. Produïda per David O. Selznick i rodada en Technicolor va ser el debut cinematogràfic de Tilly Losch. Basada en la novel·la homònima de Robert Hichens de la que prèviament s’havien fet dues versions per la Selig (1916) i la MGM (1927), fou adaptada al cinema per William P. Lipscomb i Lynn Riggs. es va estrenar el 19 de novembre de 1936. La pel·lícula va ser nominada a l'Oscar a la millor banda sonora i al millor ajudant de direcció i W. Howard Greene i Harold Rosson van rebre un Oscar honorífic pels avenços desenvolupats en la fotografia en color de la pel·lícula.

## Argument
Després de la mort del seu pare invàlid, Domini Enfilden torna a Le Couvent de Ste. Cecile, on va ser criada, per demanar consell a la mare Josephine sobre què fer amb la seva vida. La Mare Superiora li diu que dins la solitud del desert del Sàhara es podria trobar a ella mateixa i decideix escoltar el seu consell. Mentrestant, en un monestir trapenc de Lagarnine a Tunis, hi arriba el capità de Trevignac i tasta el famós licor del monestir elaborat a partir de la fórmula secreta del germà Antoine. Poc després aquest fuig del monestir emportant-se el secret. Dins un tren de camí cap a Algèria Domini es troba amb el germà Antoine en un tren, tot i que aquest no li dirigeix la paraula. Més tard, en un cafè, Antoine queda fascinat per una ballarina exòtica anomenada Irena. Irena llença un ganivet a Hadj, el seu amant, quan aquest li diu que no es casarà amb ella. Aleshores Antoine ajuda Domini a sortir d’allà i es presenta com a Boris Androvsky.
L'endemà, viatgen fins a l'Oasi de la ciutat Azur, on es troben amb el comte Ferdinand Anteoni, que li diu a Domini que s’esperi a aventurar-se en el desert fins que senti que l'impuls és molt fort. Unes noies natives admiren el crucifix al coll de Boris i ell els regala llançant-lo a l'aigua. Malgrat que Domini se sent atreta per Boris li xoca molt la l’antipatia que professa per la religió. El comte Anteoni, fent referència a Boris, adverteix a Domini que "és imprudent de posar els peus al desert si hom no creu en Déu" i els diu que els àrabs tenen una dita que diu "el desert és el jardí d'Al·là". Més tard, un endeví diu a Domini que li espera alguna cosa molt important durant el seu pelegrinatge pel desert, però també l’avisa que corre perill.
A mesura que passen les setmanes Domini i Boris s'enamoren tot i que aquest manté el seu passat en secret. Cavalcant arriben a l’església que havia predit el vident. Allà hi ha el pare J. Roubier que va prometre a la Mare Superiora que vigilaria Domini. Aquest nota la por i la ràbia de Boris cap a l'església i avisa Domini que no faci amistat amb Boris. Aleshores Boris amenaça de marxar i ell i Domini es comprometen. El sacerdot accepta casar-los l'endemà. Després del casament, Boris i Domini prenen una caravana pel desert guiats per Batouch i Hadj. Una nit, Domini encén una torxa per guiar Boris de tornada al campament i sense voler salva una patrulla que s'havia perdut durant tres dies. Entre els homes hi ha de Trevignac. Boris torna i de Trevignac està segur que s'han conegut abans. Quan Batouch serveix licor de Lagarnine, de Trevignac recorda qui és Boris i s’aixeca de la taula enfadat. Domini, confós, suplica a Boris que li digui la veritat però ell no vol. A l'alba, Domini demana a de Trevignac que li expliqui què va passar entre ell i Boris però ell es limita a fer la creu. De Trevignac i els seus homes marxen però ell diu a Anteoni on està acampada la caravana. Al sopar, Anteoni explica la història del licor Lagarnine, que no es tornarà a fabricar ja que el monjo que coneixia el secret del licor va desaparèixer després de fer els seus vots definitius. Domini s'horroritza de la històri, però Boris afirma que l'home tenia dret a estimar, Després plora en adonar-se del que ha fet.
Després que Anteoni hagi marxat, Boris cau de genolls a la sorra i explica a Domini la seva vida al monestir, on havia viscut des de petit sota el vot de silenci. Que no va parlar amb la gent per primera vegada fins que en ser adult el van posar a càrrec de l'hostal del monestir. Creient que ningú que estima serà castigat per Déu Domini accepta que Boris torni al monestir, prometent-li que estaran junts per sempre. A les portes del monestir, Boris i Domini s'abracen per última vegada.

## Repartiment
- Marlene Dietrich (Domini Enfilden)
- Charles Boyer (Boris Androvski)
- Basil Rathbone (comte Ferdinand Anteoni)
- C. Aubrey Smith (pare J. Roubier)
- Joseph Schildkraut (Batouch)
- John Carradine (endeví)
- Alan Marshal (capità de Trevignac)
- Lucile Watson (mare superiora Josephine)
- Henry Brandon (Hadj)
- Tilly Losch (Irena)
- Irene Franklin (turista nord-americana)
- Nigel de Bruiler
- Helen Jerome Eddy
- Marcia Mae Jones
- Pedro de Cordoba
- Bonita Granville
- Leonid Kinsky